# Felicísimo Coria
Pour les articles homonymes, voir Coria (homonymie).
Felicísimo Coria, né le 10 janvier 1948 près de Palencia (dans l'actuelle communauté de Castille-et-León), est un dessinateur de bande dessinée espagnol.
Beau-frère du dessinateur réaliste belge William Vance, il s'initie au métier à ses côtés dans les années 1970 et l'assiste sur diverses séries. En 1979, Coria devient le dessinateur attitré de Bob Morane, dont il dessine sur des textes d'Henri Vernes l'ensemble des aventures publiées jusqu'en 2012. 
Selon l'encyclopédiste Patrick Gaumer, Coria compense « un trait parfois figé » par une certaine « efficacité » illustrative.

## Biographie
En 1958, la famille Coria s’installe à Bilbao, au Pays basque.
Depuis toujours, Felicísimo Coria lit beaucoup et adore la bande dessinée.
Lors de vacances en Espagne, le dessinateur belge William Vance rencontre Petra, la sœur de Felicísimo, qui deviendra son épouse. Plus tard, Coria rejoint le couple à Bruxelles.
Auprès de William Vance. Coria apprend peu à peu les rudiments du métier de dessinateur de bande dessinée. Il travaille d’abord en qualité d’assistant sur les décors des histoires de Ringo, de Bruno Brazil et de Bob Morane. Parallèlement, Coria suit des cours de dessin par correspondance.
En 1976, Coria réalise pour Tintin La Nuit de Bikbachis, sa première histoire complète, sur un scénario d’Yves Duval.
En 1979, Henri Vernes et William Vance proposent à Coria de reprendre la série Bob Morane que Vance n’a plus le temps de dessiner. C’est ainsi que paraît en août 1980 Opération Wolf, la première aventure de Bob Morane dessinée par Coria.
Aujourd’hui, Coria et sa famille vivent à Santander (Espagne) où William Vance s’était aussi installé.
Outre la bande dessinée, Coria se passionne pour la photo et la peinture.